# Modern Science
Modern Science es una banda estadounidense de rock alternativo formada en la ciudad de Las Vegas, Nevada, fundada por Kane Churko y Mike McHugh con influencias funk, electro, hiphop y R&B.  Churko es el cantante, productor y principal compositor de la banda. Kane es el hijo del productor Kevin Churko, famoso por su trabajo con bandas como Ozzy Osbourne y Papa Roach.

## Discografía

### Estudio
- Modern Science (2009)

### Sencillos
- "Funky Xmas" (2009)
- "Shake Your Money Maker" (2009)
- "Do It Right Now" (2010)
- "Someday" (2010)
- "Hippie & a Thug" (2010)